# Satz von Mañé-Bochi
In der Mathematik ist der Satz von Mañé-Bochi ein Lehrsatz aus der Theorie der dynamischen Systeme.
Er besagt, dass ein flächenerhaltender Diffeomorphismus einer kompakten Fläche entweder ein Anosov-Diffeomorphismus ist oder in der {\displaystyle C^{1}}-Topologie durch flächenerhaltende Diffeomorphismen mit fast überall verschwindenden Ljapunow-Exponenten approximiert werden kann.
Da es Anosov-Diffeomorphismen nur auf dem Torus gibt, greift auf allen anderen Flächen stets die zweite Alternative.
Der Satz wurde von Ricardo Mañé 1983 in seinem Vortrag auf dem Internationalen Mathematikerkongress angekündigt, der Beweis aber bis zu seinem Tod 1995 nicht veröffentlicht. Der erste vollständige Beweis erschien 2001 in der Dissertation von Jairo Bochi.